# Uutapi
Uutapi (Outapi)   este un oraș  în  Namibia. Este reședința  regiunii Omusati.